# Military Cross
La Military Cross (MC) o Croce Militare è il terzo livello di decorazione militare assegnato agli ufficiali e, dal 1993, anche a sottufficiali e truppa dell'esercito britannico. In precedenza veniva assegnata anche ad ufficiali di altri paesi del Commonwealth. La decorazione fu assegnata anche all'aviatore italiano Francesco Baracca e a Gabriele D'Annunzio.

## Storia
L'onorificenza venne creata nel 1914 per ricompensare quegli ufficiali sino al grado di capitano compreso che si fossero distinti in particolari azioni sul campo. Nel 1931 la croce venne estesa anche ai gradi più alti sino a quello di maggiore e venne concessa anche ai membri della Royal Air Force per atti di valore a terra. Nel 2007 venne per la prima volta assegnata a una donna, il caporale Michelle Norris.

## Insegne
- la medaglia è composta di una croce in argento di 46 mm di altezza per 44 di larghezza, ornata, avente le quattro braccia terminanti con una corona imperiale inglese. Il centro è decorato con le cifre reali del monarca regnante al momento del conferimento. Il retro è piano, ma dal 1938 vi viene inciso il nome dell'insignito sul braccio orizzontale.
- il nastro è bianco con una striscia viola al centro. Sul nastro possono essere apposte delle rose Tudor bianche in numero di una alla seconda concessione e due dopo la terza concessione compresa della medaglia.

## Gradi
| Nastri          |                 |                         |
| 1° conferimento | 2° conferimento | 3° conferimento e oltre |

Sulla decorazione sono ammesse anche delle barrette sulle quali possono essere riportati gli atti di coraggio e galanteria compiuti dal ricevente.

## Insigniti notabili
- Archibald Wavell, I conte Wavell
- E. H. Shepard
- Harold Alexander
- James Gammell
- John Harding
- Kenneth Arthur Noel Anderson
- Manfred Czernin
- Miles Stapleton-Fitzalan-Howard, XVII duca di Norfolk
- Peter Carington, VI barone Carrington
- Richard McCreery
- Sidney Kirkman
- William Duthie Morgan
- William Slim
- Alberto I del Belgio
- Anthony Eden
- Basil Rathbone
- Edoardo VIII del Regno Unito
- Richard O'Connor
- Robert Lawrence

Tra gli insigniti troviamo anche alcuni italiani:
- Francesco Baracca
- Angelo Invernizzi, ingegnere italiano (1884 - 1958)
- Enzo Ianni
- Randolfo Pacciardi
- Camillo Rosso
- Gabriele D'Annunzio
- Cosma Manera